# رهبر را دنبال کن
رهبر را دنبال کن (به انگلیسی: Follow the Leader) سومین آلبوم استودیویی گروه نیو متال آمریکایی کورن است که در تاریخ ۱۸ اوت ۱۹۹۸ (۲۷ مرداد ۱۳۷۷) منتشر شد.

## لیست آهنگ‌ها
| ردیف | نام آهنگ                                 | زمان  |
| ---- | ---------------------------------------- | ----- |
| ۱۳   | It's On!                                 | ۴:۲۸  |
| ۱۴   | Freak on a Leash                         | ۴:۱۵  |
| ۱۵   | Got the Life                             | ۳:۴۵  |
| ۱۶   | Dead Bodies Everywhere                   | ۴:۴۴  |
| ۱۷   | Children of the Korn (با آیس کیوب)       | ۳:۵۲  |
| ۱۸   | B.B.K.                                   | ۳:۵۶  |
| ۱۹   | Pretty                                   | ۴:۱۲  |
| ۲۰   | All in the Family (با فرد درست)          | ۴:۴۸  |
| ۲۱   | Reclaim My Place                         | ۴:۳۲  |
| ۲۲   | Justin                                   | ۴:۱۷  |
| ۲۳   | Seed                                     | ۵:۵۴  |
| ۲۴   | Cameltosis (با تری هاردسن)               | ۴:۳۸  |
| ۲۵   | My Gift to You Earache My Eye (ترک مخفی) | ۱۵:۴۰ |

## اعضا
کورن
- جاناتان دیویس – خواننده، نی‌انبان
- رجینالد «فیلدی» آرویزو – گیتار بیس، خواننده در آهنگ (Earache my eye)
- جیمز «مانکی» شفر - گیتار
- برایان «هد» ولش - گیتار
- دیوید سیلوریا – درامز